# Torneo de Budapest 2013
El Budapest Grand Prix 2013 es un torneo de tenis que se juega en tierra batida al aire libre. Es la 19.ª edición del Gran Premio de Budapest, esta en la categoría internacional en el torneo la WTA Tour 2013. Se llevará a cabo en la Academia de Tenis Romai en Budapest, Hungría, del 8 de julio al 14 de julio de 2013. Debido a las recientes inundaciones en Hungría, los organizadores decidieron celebró el torneo de todos modos, pero la cancelación del sorteo de clasificación (los primeros cuatro mejores alternativas entra en el cuadro principal de forma automática) y la reducción de las dobles obtienen de partido 16 a 8.

## Cabeza de serie

### Individual
| Tenista                 | Ranking | Preclasificada |
| Lucie Safarova          | 30      | 1              |
| Alizé Cornet            | 31      | 2              |
| Simona Halep            | 32      | 3              |
| Annika Beck             | 54      | 4              |
| Johanna Larsson         | 63      | 5              |
| Chanelle Scheepers      | 67      | 6              |
| María Teresa Torró Flor | 75      | 7              |
| Anna Tatishvili         | 78      | 8              |

### Dobles
| Tenista                          | Ranking | Preclasificada |
| Andrea Hlaváčková Lucie Hradecká | 11      | 1              |
| Tímea Babos Alicja Rosolska      | 113     | 2              |

## Campeonas

### Individual Femenino
Simona Halep venció a  Yvonne Meusberger por 6-3, 6-7(7), 6-1

### Dobles Femenino
Andrea Hlaváčková /  Lucie Hradecká  vencieron a  Nina Bratchikova /  Anna Tatishvili por 6-4, 6-1